# Zagraniczny korespondent
Zagraniczny korespondent (ang. Foreign Correspondent) – amerykański thriller szpiegowski z 1940 roku w reżyserii Alfreda Hitchcocka.

## Fabuła
Czas przed wybuchem II wojny światowej. Johnny Jones, dziennikarz amerykańskiej gazety, przybywa do Europy, by przesyłać dokładne informacje do swojej gazety. W Holandii staje się świadkiem zabójstwa dyplomaty Van Meer'a.

## Główne role
- Joel McCrea – Johnny Jones/Huntley Haverstock
- Albert Bassermann – Van Meer
- Herbert Marshall – Stephen Fisher
- Edmund Gwenn – Rowley
- George Sanders – Scott Folliott
- Robert Benchley – Stebbins
- Holmes Herbert – Mc Kenna
- Barbara Pepper – Dorine
- Ian Wolfe – Stiles
- Laraine Day – Carol Fisher

## Nagrody i nominacje
| Nazwa nagrody | Wygrane            | Nominacje |
| ------------- | ------------------ | --- |
| Oscar         | 1941 bez rezultatu | 1941 Najlepszy film wytwórnia Walter Wanger Najlepszy aktor drugoplanowy Albert Bassermann Najlepszy scenariusz oryginalny Charles Bennett, Joan Harrison Najlepsza scenografia – filmy czarno-białe Alexander Golitzen Najlepsze efekty specjalne Paul Eagler, Thomas T. Moulton Najlepsze zdjęcia – filmy czarno-białe Rudolph Maté |